# Antho primitiva
Antho primitiva är en svampdjursart som först beskrevs av Burton 1935.  Antho primitiva ingår i släktet Antho och familjen Microcionidae. Inga underarter finns listade i Catalogue of Life.